# Ahmad Ibrahim Khalaf
Ahmad Ibrahim Khalaf (arab. احمد ابراهيم خلف, ur. 25 lutego 1992) – iracki piłkarz występujący na pozycji obrońcy w drużynie Zakho SC.

## Kariera piłkarska
Ahmad Ibrahim Khalaf od początku kariery gra w drużynie z I ligi irackiej – Erbil FC. W 2010 zadebiutował w reprezentacji Iraku. Miał wtedy 18 lat. W 2011 został powołany na Puchar Azji.